# Copidosoma scutellare
Copidosoma scutellare är en stekelart som först beskrevs av Hoffer 1970.  Copidosoma scutellare ingår i släktet Copidosoma och familjen sköldlussteklar. Inga underarter finns listade i Catalogue of Life.